# Vladimir Babincev
Vladimir Alexejevič Babincev (rusky Владимир Алексеевич Бабинцев; * 8. září 1946, Berjozovskij) je ruský historik a odborník na islám.

## Životopis
V roce 1973 promoval na fakultě historie Uralské statní univerzity. V roce 1980 na Institutu obecných dějin Sovětského svazu obhájil práci kandidáta historických věd na téma mezinárodních vztahů na Blízkém východě během 2. světové války. Od roku 1976 přednáší na Uralské statní univerzitě (přednáškové kurzy historie asijských a afrických zemí, speciální kurzy Moderní islamismus a Škola Annals). Také vyučoval na Sverdlovské státní pedagogické univerzitě, na École Normale Supérieure a Národní škole pro veřejnou správu republiky Mali.
Oblasti vědeckého zájmu: intelektuální historie Francie, francouzsko-ruské intelektuální vztahy, francouzští levicový intelektuálové, moderní francouzská historiografie. Je autor článků v časopisech Альтернативы, Родина, Звезда a dalších. Překládá díla Viktora Serge, Pascala Paoli, Jacqua Le Goffa a jiných.
V roce 2007 byl zvolen děkanem fakulty historie Uralské státní univerzity.